# Darko Vukić
Darko Vukić (ur. 2 grudnia 1968 w Zagrzebiu) – chorwacki piłkarz występujący na pozycji pomocnika.

## Kariera klubowa
Vukić karierę rozpoczynał w 1990 roku w zespole NK Zagreb, grającym w drugiej lidze jugosłowiańskiej. Od sezonu 1992 występował z zespołem w nowo powstałej pierwszej lidze chorwackiej. W sezonach 1992 oraz 1993/1994 wywalczył z nim wicemistrzostwo Chorwacji. W 1994 roku przeszedł do francuskiego drugoligowca, Nîmes Olympique. Spędził tam sezon 1994/1995, a potem wrócił do NK Zagreb.
Na początku 1997 roku Vukić został graczem izraelskiego Hapoelu Hajfa. Grał tam do końca sezonu 1996/1997, a potem przeszedł do meksykańskiego Deportivo Toluca. W sezonach 1997/1998 oraz 1998/1999 wywalczył z nim mistrzostwo fazy Verano. W 1999 roku odszedł do drużyny Celaya, gdzie spędził jeden sezon. Następnie grał w zespołach Atlético Mexiquense, San Luis oraz NK Zagreb, gdzie w 2003 roku zakończył karierę.

## Kariera reprezentacyjna
W reprezentacji Chorwacji Vukić wystąpił jeden raz, 20 kwietnia 1994 w przegranym 1:4 towarzyskim meczu ze Słowacją.